# Pavel Gililov
Pavel Gililov (Doneck (Russia), 23 giugno 1950) è un pianista ucraino naturalizzato tedesco.

## Biografia
Pavel Gililov è nato nella cittadina di Doneck, in Oblast' di Rostov di Russia dove è stato avviato dal padre allo studio del pianoforte.
Debutta con orchestra all'età di 8 anni e a soli 11 anni esegue il Concerto per pianoforte e orchestra n. 3 di Dmitri Kabalevskij, alla presenza dello stesso compositore. Kabalevskij rimase tanto impressionato che lo invitò a proseguire gli studi al Conservatorio di Leningrado.
Ancora durante gli anni di studio si afferma in importanti concorsi, tra cui il Concorso pianistico russo di Mosca (1972) e il Concorso internazionale Chopin a Varsavia (1975). Nel 1976, terminati gli studi, diventa il più giovane professore di pianoforte del Conservatorio di San Pietroburgo.
Presto insofferente al regime sovietico, nel 1978 emigra all'estero. Dopo un primo periodo in Austria, si stabilisce a Colonia, in Germania, dove ottiene una cattedra presso la Hochschule für Musik Köln.
Nello stesso anno vince il primo premio al Concorso internazionale Viotti di Vercelli, vittoria che lo ha definitivamente lanciato sulla scena internazionale. Da allora si è esibito nei più importanti centri musicali del mondo, tra cui Berliner Philharmonie a Berlino, Alte Oper a Francoforte, Musikverein di Vienna, Teatro Alla Scala di Milano, Teatro Real di Madrid, Palau de la Musica Catalana di Barcellona, il Concertgebouw di Amsterdam, Tonhalle di Zurigo, Palais de Beaux-Arts di Bruxelles, Teatro Colon di Buenos Aires e innumerevoli altri.
Sotto la direzione di direttori come Lawrence Foster, Mariss Jansons, Valery Gergiev e James Conlon, ha suonato con importanti orchestre quali Filarmonica di San Pietroburgo, Filarmonica di Mosca, Filarmonica di Varsavia, Polish Broadcast Orchestra, Philharmonia Hungarica, Wiener Symphoniker, Netherlands Philharmonic Orchestra, Philharmonisches Kammerorchester Berlin, Gürzenich Orchestra Köln, la Orchestra sinfonica della RAI, Irish National Orchestra e la Detroit Chamber Orchestra.
Per quanto riguarda l'attività solistica è stato spesso ospite di importanti festival musicali come Edinburgh International Festival, Newport Music Festival, Festival di Schleswig Holstein e Rheingau, Salzburger Festspiele, Ludwigsburg e molti altri.
Molto attivo anche nell'ambito della musica da camera, ha suonato in duo con i violoncellisti Boris Pergamenschikov e Mischa Maisky, con i violinisti Pierre Amoyal, Viktor Tret'jakov e Dmitri Sitkovetsky e con i pianisti Andrea Bonatta e Carmen Daniela. Ha fondato inoltre il Gililov Klavierquartett (già Berliner Philharmonisches Klavierquartett).
Nel 2005 ha dato vita al Concorso pianistico internazionale Telekom Beethoven di Bonn, di cui è attualmente direttore artistico.
Pavel Gililov si è sposato tre volte (tra le sue compagne risultano la clavicembalista Olga Martynova e la pianista Carmen Daniela) e ha quattro figli. Attualmente vive nei pressi di Salisburgo.

## Attività didattica
Pavel Gililov è attualmente tra i più ricercati didatti in campo pianistico. Dal 1982 al 2013 professore alla Hochschule für Musik und Tanz Köln, insegna attualmente al Mozarteum di Salisburgo.
Tiene frequentemente masterclass per le maggiori istituzioni musicali in tutto il mondo ed è professore ospite in importanti corsi di perfezionamento musicale (Sommerakademie Mozarteum, Academie Lausanne e Academie Riviera con Pierre Amoyal, Klavierakademie Eppan, ClaviCologne, Internationale Musikakademie Liechtenstein e molti altri).
Tra i suoi allievi figurano noti pianisti vincitori di concorsi internazionali, fra i quali Sophie Pacini, Olga Scheps, Christian Seibert und Henri Sigfridsson.

## Discografia parziale
In campo discografico Pavel Gililov ha inciso per Deutsche Grammophon, RCA Victor, EMI, Virgin Classics e Orfeo.
Di seguito alcune sue incisioni:
- 1984 – Strauss, Busoni: Violin Sonatas - Saschko Gavrilov (Preciosa Aulos)
- 1984 – Schumann, Debussy, Scriabin, Gebhardt (Preciosa Aulos)
- 1985 – Janáček, Debussy, Stravinsky, Ravel - Boris Pergamenschikov (Preciosa Aulos)
- 1985 – Klaviermusik zu Vier Händen - Carmen Daniela (Preciosa Aulos)
- 1989 – Strauss, Janáček, Debussy: Violin Sonatas - Dmitri Sitkovetsky (Preciosa Aulos)
- 1989 – Danses Nobles et Sentimentales - Dmitri Sitkovetsky (Virgin Classics)
- 1990 – Meditation - Mischa Maisky (Deutsche Grammophon)
- 1993 – Hummel: Chamber Sonatas - Boris Pergamenschikov, Andras Adorjan (Orfeo)
- 1995 – Strauss, Pfitzner: CelloSonatas - Walter Nothas (Balance)
- 1997 – Brahms: Songs without words - Mischa Maisky (Deutsche Grammophon)
- 1999 – Brahms: Cello Sonatas - Mischa Maisky (Deutsche Grammophon)
- 2001 – Prokofiev: Sonatas & Dances For Violin - Dmitri Sitkovetsky (Virgin Classics)
- 2003 – Rachmaninov, Prokofiev: Cello Sonatas - Boris Pergamenschikov (Preciosa Aulos)
- 2005 – Vocalise - Mischa Maisky (Deutsche Grammophon)
- 2008 – Morgen - Mischa Maisky (Deutsche Grammophon)